# Брезно (Подвелка)
Брезно (словен. Brezno) — поселення в общині Подвелка, Регіон Корошка, Словенія. Висота над рівнем моря: 317,4 м.